# Daphnellopsis hypselos
Daphnellopsis hypselos é uma espécie de gastrópode do gênero Daphnellopsis, pertencente à família Muricidae.